# Jerzy Miller
Pour les articles homonymes, voir Miller.
Jerzy Miller (né le 7 juin 1952 à Cracovie) est un homme politique polonais.
Il a été ministre de l'Intérieur du 14 octobre 2009 au 17 novembre 2011.
Il est de 2007 à 2009 puis de 2011 à 2017 voïvode de Petite-Pologne.